# Zsuzsanna Tomori
Zsuzsanna Tomori, född 18 juni 1987 i Budapest, är en ungersk handbollsspelare (vänsternia).

## Klubblagskarriär
Zsuzsanna Tomori började spela handboll vid 12 års ålder i Dunjavaros. Hon skrev sitt första proffskontrakt med Vasas SC 2004, sedan bytte hon 2007 till den ungerska toppklubben Győri ETO KC. Hon vann ungerska ligan och spelade final i Champions League men lämnade klubben efter en oenighet 2009. Hennes nästa klubb blev Ferencvárosi TC (FTC) där hon tillbringade fem säsonger. Hon tackade sedan 2014 ja till ett erbjudande från Győri ETO KC och motiverade övergången med att hon ville vinna Champions League. Efter en korsbandsskada började hon åter spela för Győri 2017 och vann EHF Champions League med klubben 2017. Men redan i mars 2018, under en landskamp mot Holland, skadade hon korsbandet i andra knät. Hon var åter i spel i januari 2019. I mars 2019 lämnade hon Győr och tecknade ett treårsavtal med Siófok KC. År 2021 avslutade hon sitt kontrakt med Siófok och spelade för första gången utomlands för norska klubben Vipers Kristiansand. År 2022 flyttade hon tillbaka till Ungern och återvände till FTC i Budapest.

## Landslagskarriär
Zsuzsanna Tomori debuterade i landslaget den 4 april 2006 mot Norge. Hennes första mästerskap var VM 2007, som följdes av EM 2008 och OS i Peking 2008. Hon spelade sedan VM 2009, 2013, 2015, 2019, och EM 2010, 2012, 2014, 2020 och i OS 2020. Hon fick en främre korsbandsskada i en match mot Polen vid VM 2015. Hon var borta under åtta månader och återvände till handbollen hösten 2016, men det blev ännu en operation och hon var spelklar först i januari 2017. Zsuzsanna Tomori har spelat 189 landskamper och gjort 486 mål för Ungern. Hennes främsta merit med landslaget är en bronsmedalj i EM 2012. Sin sista landskamp spelade hon 2021.

## Klubblagsmeriter
- EHF Champions League:
  -  2017, 2018, 2019, 2022
- EHF-cupvinnarcupen:
  -  2011, 2012
- Nemzeti bajnokság (ungerska ligan)
  -  2008, 2009, 2015, 2016, 2017, 2018, 2019
- Magyar Kupa (Ungerska cupen):
  -  2008, 2009, 2010, 2016, 2018, 2019
- Eliteserien (Norge)
  -  2022
- Norska cupen:
  -  2021

## Individuella utmärkelser
- Årets ungerska handbollsspelare: 2012, 2015, 2016
- Vann skytteligan i EHF Champions League 2013